# تیم ملی بسکتبال کویت
تیم ملی بسکتبال کویت نماینده کویت در مسابقات بین‌المللی بسکتبال است. این تیم بالاترین سطح بسکتبال در کشور کویت نیز هست و توسط انجمن بسکتبال کویت کنترل می‌شود.